# 世界征服やめた
『世界征服やめた』（せかいせいふくやめた）は、2025年2月7日に公開された日本の短編映画。企画・脚本・監督は本作が監督デビュー作となる俳優の北村匠海、主演は萩原利久。

## 制作背景
2011年6月23日に不慮の交通事故で急逝したポエトリーラッパーの不可思議/wonderboyの同名楽曲が原案。監督を務めた北村にとってこの楽曲は「僕の人生を変えてくれた曲」だったが、このアーティストの存在を知った時には既に亡くなっていたことを知った後、「あなたに救われた人が沢山いるということを伝えたかった」上で「映画を作るというのはお門違いかもしれないが、この楽曲から得た感情を映像にしたかった。20歳の頃からずっと言い続けてきたけど、結果的に自分が監督と脚本を担当することになった」と述懐している。

## キャスト
- 彼方：萩原利久
- 星野：藤堂日向[4]
- 店長：井浦新（友情出演）[4]

## スタッフ
- 企画・脚本・監督：北村匠海[6][7]
- 原案・主題歌：不可思議/wonderboy「世界征服やめた」（LOW HIGH WHO? STUDIO）[3][7]
- チーフ・プロデューサー：小林有衣子[6][7]
- プロデューサー：本多里子[6][7]
- ライン・プロデューサー：古賀爽一郎、小楠雄士[6][7]
- 撮影：川上智之[6][7]
- 照明：穂苅慶人[6][7]
- サウンドデザイン：山本タカアキ[6][7]
- 美術：松本千広[6][7]
- スタイリスト：鴇田晋哉[6][7]
- ヘアメイク：佐鳥麻子[6][7]
- 編集：清水康彦[6][7]
- 音楽：HAPPY BUDDHA HILL[6][7]
- 助監督：草場尚也[6][7]
- 制作担当：福島伸司、佐佐木基入[6][7]
- スチール：高橋春織[6][7]
- 台本デザイン：柴崎楽[6][7][8]
- 撮影協力：ニコンクリエイツ[7]
- 制作協力：ニコン[7]
- 企画協力：Creatainment Japan[7]
- 配給・宣伝：SPOTTED PRODUCTIONS[7]
- 製作・制作プロダクション：EAST FILM[3][7]